# Hebling János
Hebling János (Zirc, 1954. május 9. –) Széchenyi-díjas, Gábor Dénes-díjas és Jedlik Ányos-díjas magyar fizikus, egyetemi tanár.

## Élete
Okleveles fizikusként 1978-ban végzett a JATE-n, majd 1981-ben doktori címet szerzett. 1992-ben lett a fizikai tudomány kandidátusa és 2003-ban védte meg az MTA doktori értekezését. 2008-2018 között a Pécsi Tudományegyetem Természettudományi Karán a Fizikai Intézet, 2012 óta az MTA-PTE Nagyintenzitású Terahertzes Kutatócsoport, 2013 óta a PTE Fizika Doktori Iskola vezetője.  Oktatott tárgyai a mechanika, anyagszerkezet, különböző PhD kurzusok: lézerfizika, nemlineáris optika, THz-es impulzusok előállítása és alkalmazása.

## Kutatási területei
- 1978 és 1987 között: a rövid fényimpulzusok nitrogénlézerrel, excimerlézerrel, gerjesztett festéklézerekkel történő előállítása. Excimer lézer fejlesztése.
- 1988-tól az ultrarövid fényimpulzusok előállítása módus-szinkronizált festéklézerrel, ezeknek az impulzusoknak az erősítése és alkalmazása, haladóhullámú erősítők vizsgálata.
- 1993-tól ultrarövid fényimpulzusok előállítása titán-zafír lézerrel és optikai parametrikus oszcillátorral, ezeknek az impulzusoknak az alkalmazása szilárdtestfizikai és biofizikai kutatásokban, az optikai parametrikus oszcillátorok elméleti tanulmányozása, alapvető optikai összefüggések vizsgálata.

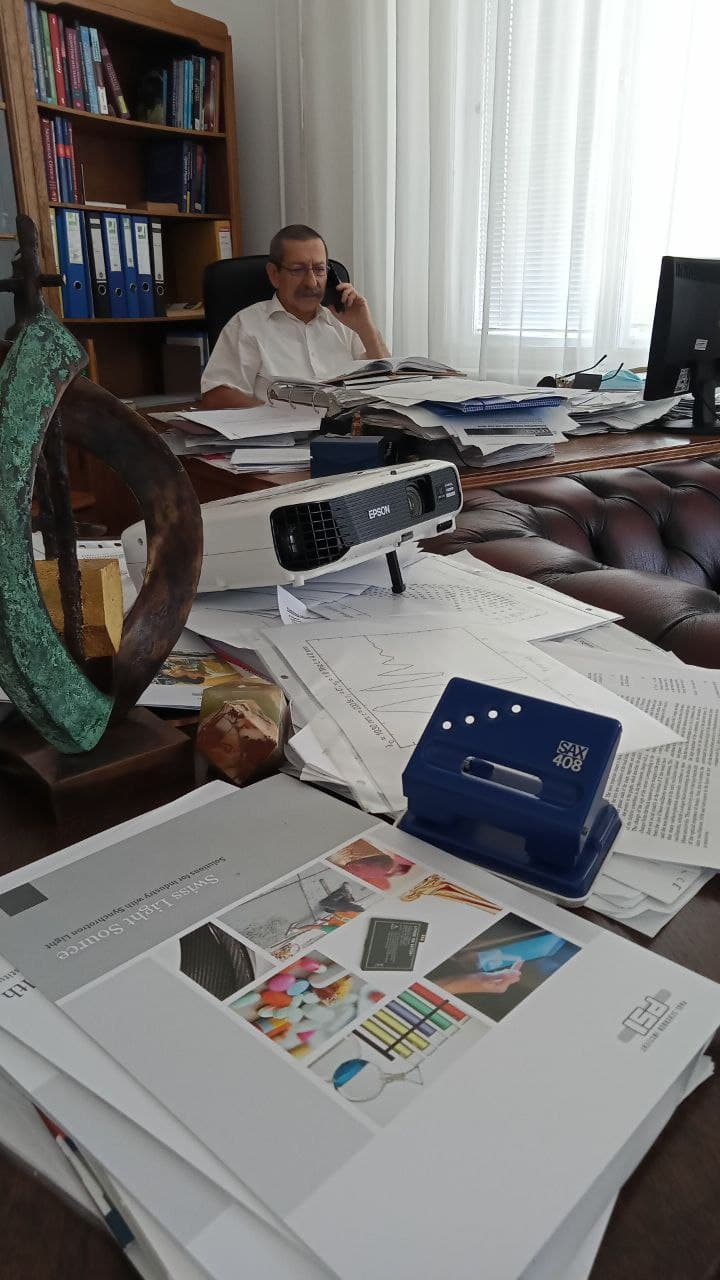
Hebling János irodájában (2021).

- 1998-tól a THz-es impulzusok előállítása ultrarövid lézerimpulzusok segítségével, és ezek alkalmazása. 

## Külföldi tanulmányutak
- NHRF, Athén, 1987-ben két hónap
- Max-Planck Szilárdtest Kutatóintézet, Stuttgart, 1988-89, 1993-1995, 1996, 1998-1999, 2000, 2001, 2002, 2003, 2004
- Philipps-University, Fizika-félvezető Optika Tanszék, Marburg, 1999
- Lajos–Miksa Egyetem (Ludwig-Maximilian-Universität), München 2006. 4 hét
- Massachusetts Institute of Technology (MIT), Cambridge, USA, 2006-2008. 25 hónap

## Hazai és nemzetközi társulati tagságok
- Eötvös Loránd Fizikai Társulat tagja
- MTA Pécsi Akadémiai Bizottság, Lézerfizikai Munkabizottság Elnöke
- MTA Lézerfizikai és Spektroszkópiai Bizottság tagja
- MTA Atom- és Molekulafizikai Bizottság tagja
- MTA közgyűlési képviselő
- Optical Society of America
- TERA-MIR

## Díjak
- Alkotó Ifjúság-díj (1987)
- Fizikai Szemle Nívódíj (1988)
- Selényi Pál-díj (1992)
- Széchenyi Professzori Ösztöndíj (2000)
- Fizikai Fődíj MTA Fizikai Tudományok Osztálya (2011)
- Széchenyi-díj (2015)
- Jedlik Ányos-díj (2016)
- Gábor Dénes-díj (2020)[1]
- A Magyar Érdemrend parancsnoki keresztje (2025)